# Избори за Европски парламент 2009. (Данска)
Избори за Европски парламент у Данској 2009.су избори за делегацију Данске у Европском парламенту одржан 7. јуна 2009. Број данских парламентараца на овим изборима је био 13.

## Партије
Све Данске партије које су учествовале на претходним изборима најавиле су поновно учествовање. 
| Партија                        | Партија                                            | Партија                                           | Гласови   | Проценат | Промена | Седишта | Промена |
| Партија                        | Европска партија                                   | Посланичка група                                  | Гласови   | Проценат | Промена | Седишта | Промена |
| ------------------------------ | -------------------------------------------------- | ------------------------------------------------- | --------- | -------- | ------- | ------- | ------- |
| Социјалдемократи               | ПЕС                                                | С&Д                                               | 503.439   | 21,5%    | −11,1%  | 4       | -1      |
| Либерали                       | Партија европских либерала, демократа и реформиста | АЛДЕ                                              | 474.041   | 20,2%    | +0,8%   | 3       | 0       |
| Социјалистичка народна партија | Европска партија зелених                           | Европски зелени-Европски слободни савез           | 371.603   | 15,9%    | +7,9%   | 2       | +1      |
| Данска народна партија         | Алијанса за Европу нација                          | Европа слобода и демократије                      | 357.942   | 15,3%    | +8,5%   | 2       | +1      |
| Конзервативна народна партија  | EПП                                                | Група Европске народне партије                    | 297.199   | 12,7%    | +1,4%   | 1       | 0       |
| Народни покрет против ЕУ       | –                                                  | Уједињена европска левица-Нордијска зелена левица | 168.555   | 7,2%     | +2,0%   | 1       | 0       |
| Радикални либерали             | Партија европских либерала, демократа и реформиста | АЛДЕ                                              | 100.094   | 4,3%     | -2,1%   | 0       | -1      |
| Јунски покрет                  | ЕУдемократи                                        | Несврстани                                        | 55.459    | 2,4%     | -6,7%   | 0       | -1      |
| Либерална алијанса             | –                                                  | –                                                 | 13.796    | 0,6%     | +0,6%   | 0       | 0       |
| Укупно                         | Укупно                                             | Укупно                                            | 2.342.128 | 100%     |         | 13      | -1      |
| Празни листићи                 | Празни листићи                                     | Празни листићи                                    | 67.219    | 1,7%     |         |         |         |
| Неважећи гласови               | Неважећи гласови                                   | Неважећи гласови                                  | 6.221     | 0,2%     |         |         |         |
| Број гласалих                  | Број гласалих                                      | Број гласалих                                     | 2.415.568 |          |         |         |         |
| Број уписаних бирача           | Број уписаних бирача                               | Број уписаних бирача                              | 4.059.385 |          |         |         |         |